# Euxoa arvernensis
Euxoa arvernensis är en fjärilsart som beskrevs av Charles Boursin 1969. Euxoa arvernensis ingår i släktet Euxoa och familjen nattflyn. Inga underarter finns listade i Catalogue of Life.